# Mare Australe
Mare Australe ("mar austral") (38,9° S ; 93,0° E) es un mar lunar localizado al sudeste de la Luna. Tiene 603 km de diámetro. La cuenca austral se formó en el período Pre-Nectárico y el material interno en el Ímbrico Superior. 
A diferencia de la mayoría de los mares lunares, Mare Australe tiene una superficie irregular que se caracteriza por una serie de impactos de cráteres. Ejemplos de estos son los cráteres Jenner y Lamb llenos de lava basáltica.